# Eublemma bulla
Eublemma bulla is een vlinder van de familie van de spinneruilen (Erebidae). De wetenschappelijke naam van deze soort is voor het eerst voorgesteld als Anthophila bulla door Charles Swinhoe in een publicatie uit 1885.
De soort komt voor in Soedan, Saudi-Arabië, Bahrein, Verenigde Arabische Emiraten, Jemen en Pakistan.